# Dasychira griveaudi
Dasychira griveaudi är en fjärilsart som beskrevs av Collenette 1959. Dasychira griveaudi ingår i släktet Dasychira och familjen tofsspinnare. Inga underarter finns listade i Catalogue of Life.